# Conus isabelarum
Espèce
Statut de conservation UICN

 LC D2 : Préoccupation mineure
Conus isabelarum est une espèce de mollusques gastéropodes marins de la famille des Conidae.
Comme toutes les espèces du genre Conus, ces escargots sont prédateurs et venimeux. Ils sont capables de « piquer » les humains et doivent donc être manipulés avec précaution, voire pas du tout.

## Description
La taille de la coquille varie entre 17 mm et 30 mm.

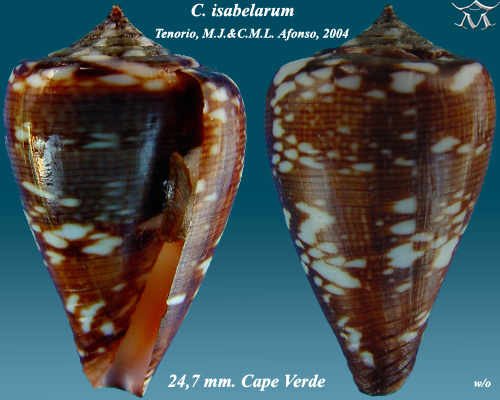
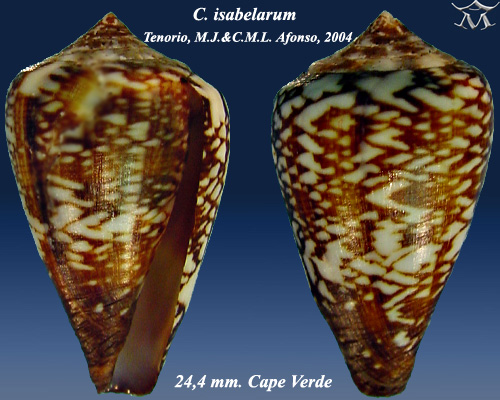

## Distribution
Cette espèce est présente dans l'océan Atlantique au large de l'île de Maio, Cap-Vert.

### Niveau de risque d’extinction de l’espèce
Selon l'analyse de l'UICN réalisée en 2011 pour la définition du niveau de risque d'extinction, l'aire de répartition de cette espèce est très restreinte, puisqu'on ne la trouve que dans trois petits promontoires le long d'une bande côtière de 8 km. Il n'y a aucun projet de développement touristique, aucun port ni aucune route dans la région, et il n'y a donc aucune menace actuelle pour cette espèce. Le prélèvement pour le commerce des coquillages est limité et n'est donc pas considéré comme une menace. L'espèce est actuellement considérée comme une préoccupation mineure, mais si la zone est développée ou si une route est construite, le statut de conservation doit être réévalué.

## Taxonomie

### Publication originale
L'espèce Conus isabelarum a été décrite pour la première fois en 2004 par les malacologistes Manuel Jimenez Tenorio (d) (1965-) et Carlos Manuel Lourenço Afonso (1973-) dans la publication intitulée « Visaya »,.

### Synonymes
- Africonus isabelarum (Tenorio & Afonso, 2004) · appellation alternative
- Conus (Lautoconus) isabelarum Tenorio & Afonso, 2004 · non accepté